# Martín Barrera Llamo
Martín Barrera Llamo, médico y político español. Firmante del Pacto Federal Castellano, en 1869, en representación de la provincia de Burgos y perteneciente al Partido Republicano Federal. 

## Obras
- Tratamiento preservativo y curativo del cólera-morbo-epidémico dado por la Junta de Sanidad de Villadiego a los pueblos y profesores de su demarcación (Burgos, Imprenta de Arnáiz, 1855).